# The Witcher
The Witcher (dansk: Hekseren, polsk: Wiedźmin [Vʲjɛ̇ʥ̑mʲĩn] ) er et rollespil udviklet af CD Projekt Red og udgivet af Atari, baseret på den hidtidige serie The Witcher af den polske forfatter Andrzej Sapkowski. Historien foregår i en middelalderlig fantasiverden og følger Geralt of Rivia, en af nogle få rejsende monsterjægere, der har overnaturlige kræfter, kendt som Witchers. Spillets system af moralske valg som led i historien blev noteret for dets tidsforsinkede konsekvenser og mangel på sort-hvid moral.
Spillet anvender BioWares proprietære Aurora Engine. En konsolversion skulle udgives i slutningen af 2009 ved hjælp af et helt nyt motor- og kampsystem og titlen The Witcher: The White Wolf's Rise. Det blev dog suspenderet på grund af betalingsproblemer med konsoludvikleren Widescreen Games. To efterfølgere blev udgivet: The Witcher 2: Assassins of Kings i 2011 og The Witcher 3: Wild Hunt i 2015.

## Plot
Spillet fortæller historien om Geralt of Rivia, en Witcher - et genetisk forbedret menneske med specielle kræfter uddannet til at dræbe monstre. Witcher indeholder tre forskellige stier, som påvirker spillets historie. Disse stier er: alliance med Scoia'tael, en guerrilla frihedsbekæmpelsesgruppe af elvere og andre ikke-mennesker; alliance med The Order of the Flaming Rose, hvis riddere beskytter Temerias land; eller at undgå alliancer for at opretholde "Witcher neutralitet".

## Udvikling
Før CD Projects blev involveret, havde Metropolis Software (som CD Projekt købte i 2009 og lukkede i 2010) opnået en ikke-frigivet licens fra Andrzej Sapkowski for sine romaner i The Witcher-serien omkring 1997. På grund af flere andre projekter, som studiet var involveret i på det tidspunkt, og bekymringer fra deres udgiver TopWare om materialernes internationale appel, blev projektet dog aldrig til mere end nogle indledende medier og et spilbart niveau.

CD Projekt henvendte sig senere til Sapkowski for rettigheder til serien. De var i stand til at sikre rettighederne for omkring 35.000 zloty (ca. US $ 9.500 / 61000 DKK) fra Sapkowski, der ønskede alle betalingsrettigheder med det samme, snarere end gennem royalties, selv om disse blev tilbudt ham. I et interview i 2017 sagde Sapkowski på det tidspunkt, at han ikke havde interesse for videospil, og at han kun så på handlen fra et økonomisk synspunkt.
Spillet modtog for det meste positive anmeldelser. Michael Lafferty fra GameZone gav spillet 8,8 ud af 10. The Witchers filmiske intro blev nomineret til 2007 VES Awards i kategorien af enestående Pre-renderet Visuals i et videospil, og spillets soundtrack blev kåret til "bedste Fantasy-spil Soundtrack" i 2007 ved Radio Rivendell Fantasy Awards.
I 2010 blev spillet inkluderet som en af titlerne i bogen 1001 Videospil, du skal spille, før du dør.